# Pseudohydromys murinus
Pseudohydromys murinus är en däggdjursart som beskrevs av Rümmler 1934. Pseudohydromys murinus ingår i släktet Pseudohydromys och familjen råttdjur. IUCN kategoriserar arten globalt som livskraftig. Inga underarter finns listade i Catalogue of Life.
Denna gnagare förekommer i bergstrakter på östra Nya Guinea. Holotypens närmaste släktingar lever i regioner som ligger 2100 till 3400 meter över havet. Andra populationer som troligen utgör självständiga arter hittas i lägre bergstrakter. Habitatet utgörs av bergsskogar.